# Marionina riparia
Marionina riparia é uma espécie de anelídeo pertencente à família Enchytraeidae.
A autoridade científica da espécie é Bretscher, tendo sido descrita no ano de 1899.
Trata-se de uma espécie presente no território português, incluindo a sua zona económica exclusiva.